# Климчук, Фёдор Данилович
Фёдор Дани́лович Климчу́к (бел. Фёдар Дані́лавіч Клімчу́к; 27 февраля 1935, Симоновичи, Полесское воеводство — 22 октября 2018, Минск) — советский и белорусский лингвист-диалектолог, историк. Кандидат филологических наук, старший научный сотрудник Института языкознания имени Якуба Коласа Национальной академии наук Белоруссии. Специалист по истории и диалектологии Полесья. Автор более 200 работ в области диалектологии, лингвогеографии, лексикографии, славистики, фольклора, этногенеза, глоттогенеза, социолингвистики, топонимии. Удостоен Государственной премии Республики Беларусь 2000 года в области гуманитарных и социальных наук (2001).

## Биография
Родился 27 февраля 1935 года в деревне Симоновичи Дрогичинского повета Полесского воеводства II Речи Посполитой (ныне Дрогичинский район Брестской области Белоруссии) в крестьянской семье. С первого по третий класс учился в Симоновичской школе, четвёртый класс посещал школу в селе Вулька Симоновичская, с пятого по десятый класс учился в школах Дрогичина. Окончил школу в 1952 году. В том же году поступил на историческое отделение Пинского государственного учительского института. После окончания института в 1954 году работал учителем в селе Видибор Столинского района Брестской области. С 1955 года преподавал в школах Дрогичинского района.
С 1964 по 1967 год заочно обучался на историческом факультете Минского государственного педагогического института им. М. Горького. В 1957 году начал научную работу: собирал диалектный, фольклорный и этнографический материал. В 1962 году познакомился и начал сотрудничать с лингвистом Никитой Ильичом Толстым (правнуком Л. Н. Толстого).
В 1968 году поступил в аспирантуру при Институте языкознания имени Якуба Коласа АН БССР, закончив которую в 1971 году, начал работать в секторе диалектологии этого же института. С 1981 года — старший научный сотрудник. В 1973 году защитил кандидатскую диссертацию на тему «К лингвогеографии Западного Полесья».
Перевёл на западнополесский говор родной деревни Новый Завет, сочинения Гомера, Толстого, Гоголя.
Умер в возрасте 83 лет после болезни.

### Монографии
- Клімчук Ф. Д. Да лінгвагенграфіі Заходняга Палесся: Фанетыка 4-х палесскіх гаворак: Дыс. на атрыманне вучонай ступені канд. філ. навук. — Мінск: Б.в., 1973. — 193 с.: табл.
- Клімчук Ф. Д. Гаворкі Заходняга Палесся: Фанетычны нарыс / АН Беларус. ССР. Ін-т мовазнаўства імя Я.Коласа. — Мінск : Навука і тэхніка, 1983. — 128 с.

### Редактор
- Босак А. А. Атлас гаворак Пружанскага раена Брэсцкай вобласці і сумежжа (Верхняга Над’ясельдзя): фанетыка і марфалогія / Алена Босак, Віктар Босак; адк. рэд. Клімчук Ф. Д.; Нац. акад. навук Беларусі, Ін-т мовазнаўства імя Я. Коласа. — Мінск : [б. в.], 2005. — 94 с. : карты. — Бібліягр.: с. 93.
- Трухан Т. М. Лексіка апрацоўкі льну: тэмат. слоўн., лекс. атлас / Т. М. Трухан, Ф. Д. Клімчук; адказ. рэд. Трухан Т. М.; Нац. акад. навук Беларусі, Ін-т мовазнаўства імя Я. Коласа, Бел. респ. фонд фундам. исслед. — Мінск: Права і эканоміка, 2006. — 200, [1] с. : карты. — ISBN 985-442-358-1.
- Лексіка гаворак Беларускага Прыпяцкага Палесся: атлас, слоўнік / Нац. акад. навук Беларусі, Ін-т мовы і літ. імя Я. Коласа і Я. Купалы; уклад.: Г. Ф. Вештарт [і інш.]; рэд. Ф. Д. Клімчук, У. А. Кошчанка, І. І. Лапуцкая. Мінск, 2008.

Более подробный список смотрите в.